# Викмайер, Янина
Янина Викмайер (нидерл. Yanina Wickmayer; род. 20 октября 1989, Лир, Бельгия) — бельгийская профессиональная теннисистка; победительница девяти турниров WTA (из них пять в одиночном разряде); полуфиналистка одного турнира Большого шлема в одиночном разряде (Открытый чемпионат США-2009).

## Общая информация
Родителей Янины зовут Марк и Даниэлла. Бельгийка начала заниматься теннисом в девять лет; любимое покрытие — грунт. Кумиром в мире тенниса называет Ким Клейстерс.
16 июля 2017 года вышла замуж за профессионального футболиста Жерома ван дер Зейла. 15 апреля 2021 года у супругов родилась дочь Луана Даниелла ван дер Зейл.

## Спортивная карьера

### Начало карьеры (полуфинал в США)
Профессиональную карьеру Викмайер начала в 2004 году. Первых побед на турнирах из цикла ITF она добилась в 2006 году. В сентябре того года Янина впервые сыграла в основной сетке турнира WTA-тура, сыграв в парных соревнованиях в Люксембурге. В апреле 2007 года она впервые выступила за сборной Бельгии в розыгрыше Кубка Федерации.
В мае 2008 года, пройдя квалификационный отбор на Открытый чемпионат Франции, Викмайер дебютировала в основных соревнованиях серии Большого шлема. К началу того турнира она также смогла впервые попасть в топ-100 в мировом женском рейтинге. В июне на травяном турнире в Бирмингеме 18-летняя бельгийская теннисистка впервые вышла в финал WTA. В борьбе за титул она проиграла представительнице Украины Катерине Бондаренко со счётом 6-7(7), 6-3, 6-7(4).
Дебютного титула WTA Викмайер добилась в мае 2009 года, выиграв грунтовый турнир в Оэйраше. В финале она обыграла россиянку Екатерину Макарову — 7-5, 6-2. В июне на травяном турнире в Хертогенбосе Янина сыграла в одиночном и парном финале, но оба матча проиграла. В одиночках её обыграла Тамарин Танасугарн (3-6, 5-7), а в парах она играла с Михаэллой Крайчек и проиграла итальянкам Флавии Пеннетте и Саре Эррани. На Открытом чемпионате США Викмайер смогла преподнести сюрприз и пробилась в полуфинал. По ходу турнира она обыграла Виржини Раззано, Пэн Шуай, Сару Эррани, Петру Квитову и Катерину Бондаренко. В матче за выход в финал она проиграла № 8 в мире на тот момент Каролине Возняцки. В октябре Викмайер добилась победы на зальном турнире в Линце, переиграв в финале Петру Квитову — 6-3, 6-4. После этой победы она поднялась уже в топ-20 мирового рейтинга. На турнире в Люксембурге она смогла выйти в полуфинал. По результатам сезона 2009 года Викмайер получила награду WTA за лучший прогресс года.

### 2010—2013

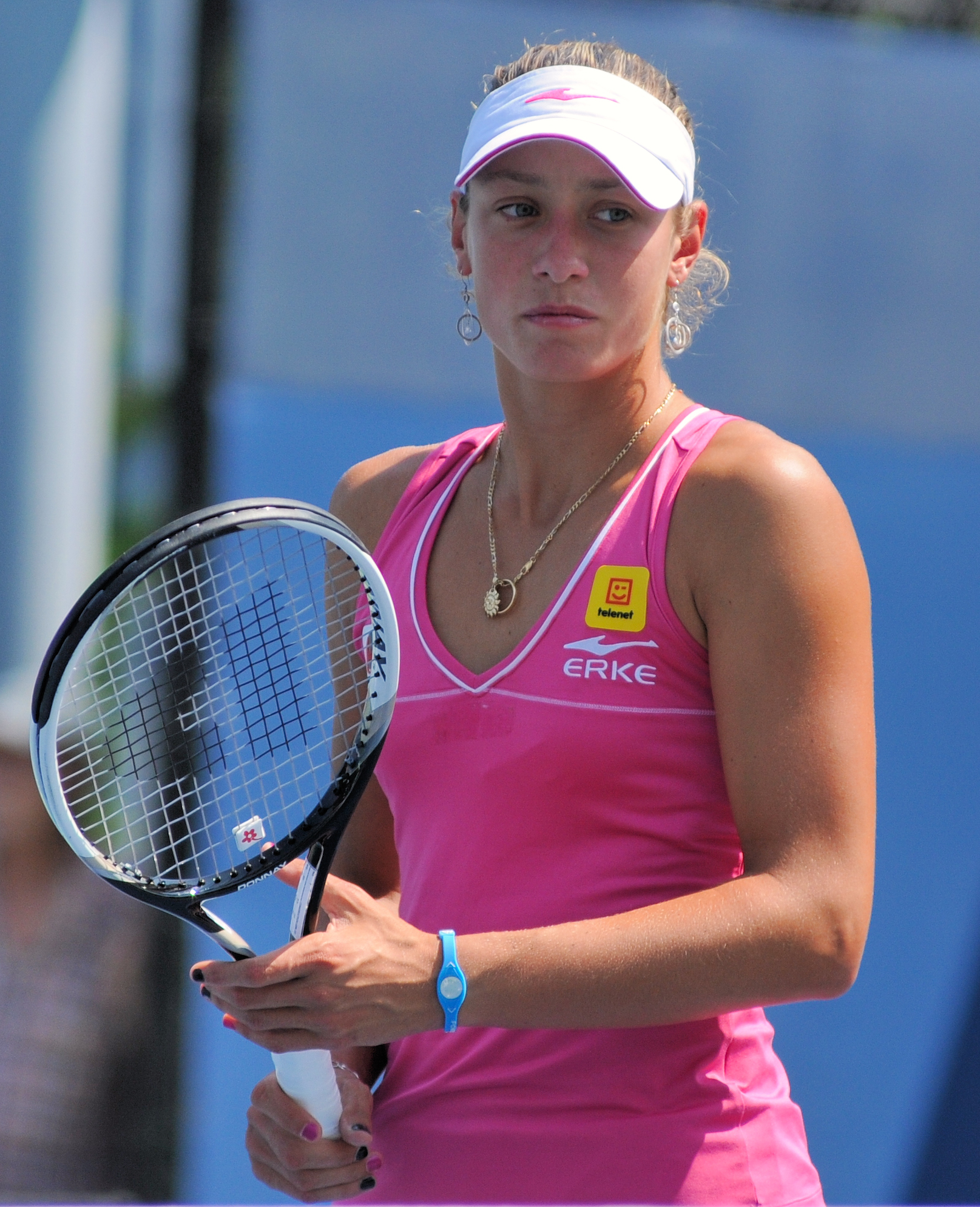
Викмайер на Открытом чемпионате США 2010 года

2010 год Викмайер начинает удачно. На первом для себя в сезоне турнире в Окленде она одержала победу, обыграв в решающем матче Флавию Пеннетту — 6-3, 6-2. Несмотря на высокий рейтинг (16-е место), Янина была вынуждена пробиваться на Открытый чемпионат Австралии через квалификацию. Связано это было с тем, что в конце прошлого сезона на неё наложили дисквалификацию на один год за нарушение антидопинговых правил. Викмайер трижды не подавала информацию о своём местонахождении для возможности взятия допинг-проб. В декабре её дисквалификацию официально сняли, но это помешало ей получить место в основной сетке первого в году Большого шлема.. Викмайер смогла успешно справиться с задачей выхода в основную сетку и по ходу турнира добралась до четвёртого раунда.
В марте 2010 года на премьер-турнире в Майами Викмайер вышла в четвертьфинал. В апреле она поднимается на 12-е место в мировом рейтинге. В августе она вышла в четвертьфинал еще одного премьер-турнира в Цинциннати. На Открытом чемпионате США, где год назад она играла в полуфинале, на этот раз Янина добралась до четвёртого раунда. В октябре бельгийская теннисистка выиграла 100-тысячник ITF в Торхауте.
В январе 2011 года Викмайер вышла на защиту прошлогоднего титула в Окленде. Бельгийская теннисистка смогла добраться до финала, где она уступила венгерке Грете Арн — 3-6, 3-6. На мартовском премьер-турнире в Индиан-Уэлсе Янина смогла выйти в полуфинал. На этой стадии она проиграла француженке Марион Бартоли. На Уимблдонском турнире в том сезоне Викмайер впервые доиграла до четвёртого раунда. На Открытом чемпионате США она получила травму спины в матче второго раунда и была вынуждена досрочно завершить сезон.
В январе 2012 года Викмайер вышла в финал турнира в Хобарте. Завоевать титул её помешала немка Мона Бартель — 1-6, 2-6. В феврале Янина вышла в полуфинал зального турнира в Париже. На другом премьер-турнире в Дохе она оформила выход в четвертьфинал. В июне Викмайер второй раз в сезоне вышла в финал — на этот раз на грунтовом турнире в Бадгастайне. Здесь она проиграла француженке Ализе Корне (5-7, 6-7(1)). В июле Викмайер вышла в полуфинал турнира в Станфорде. В августе Янина сыграла на первых для себя Олимпийских играх, которые проводились в Лондоне. Во втором раунде бельгийка проиграла Каролине Возняцки.
В начале сезона 2013 года Викмайер третий раз в карьере вышла в финал турнира в Окленде и второй из них проиграл. В этому году она уступила № 4 в мире Агнешке Радваньской — 4-6, 4-6. Хотя бы до полуфинала она добралась следующий раз в июне на травяном турнире в Истборне. В октябре на турнире в Люксембурге Янина выиграла первый парный трофей WTA, завоевав его в альянсе с Штефани Фогт. В конце сезона она вышла в финал турнира младшей серии WTA 125 в Тайбэе.

### 2014—2017
В феврале 2014 года Викмайер сыграла в четвертьфинал в Дохе. Это результат стал лучшим для неё в том сезоне. В январе 2015 года она дошла до четвёртого раунда на Открытом чемпионате Австралии. В мае Янина вышла в полуфинал грунтового турнира в Праге. В сентябре она впервые за пять лет смогла стать победительнице турнира WTA. Викмайер стала чемпионкой на соревнованиях в Токио. В финале она обыграла польскую теннисистку Магда Линетт со счётом 4-6, 6-3, 6-3. Через неделю после этого бельгийская спортсменка вышла в полуфинал турнира в Гуанчжоу. В ноябре она взяла титул на турнире младшей серии WTA 125 в Карлсбаде.
В конце феврале 2016 года Викмайер смогла сыграть в полуфинале турнира в Акапулько. В июле она успешно выступила на турнире в Вашингтоне. Янина сделала победный дубль, выиграв одиночные и парные соревнования. В одиночном финале она обыграла американскую теннисистку Лорен Дэвис (6-4, 6-2). Парный трофей Викмайер завоевала в команде с Моникой Никулеску. Этот титул стал пятым в карьере бельгийки на турнирах WTA. В августе она выступила на Олимпийских играх, которые проводились в Рио-де-Жанейро. В одиночном разряде Янина проиграла в первом же раунде, а в парах совместно с Кирстен Флипкенс выбыла во втором.
Лучшим результатом Викмайер за 2017 год стал полуфинал турнира в Гуанчжоу в сентябре месяце. В парном разряде она смогла победить на 100-тысячнике ITF в Пуатье в дуэте с Белиндой Бенчич. Плохие игровые результаты дали о себе знать и Янина в 2017 году покинула пределы топ-100 женского одиночного рейтинга.

### 2018—2023

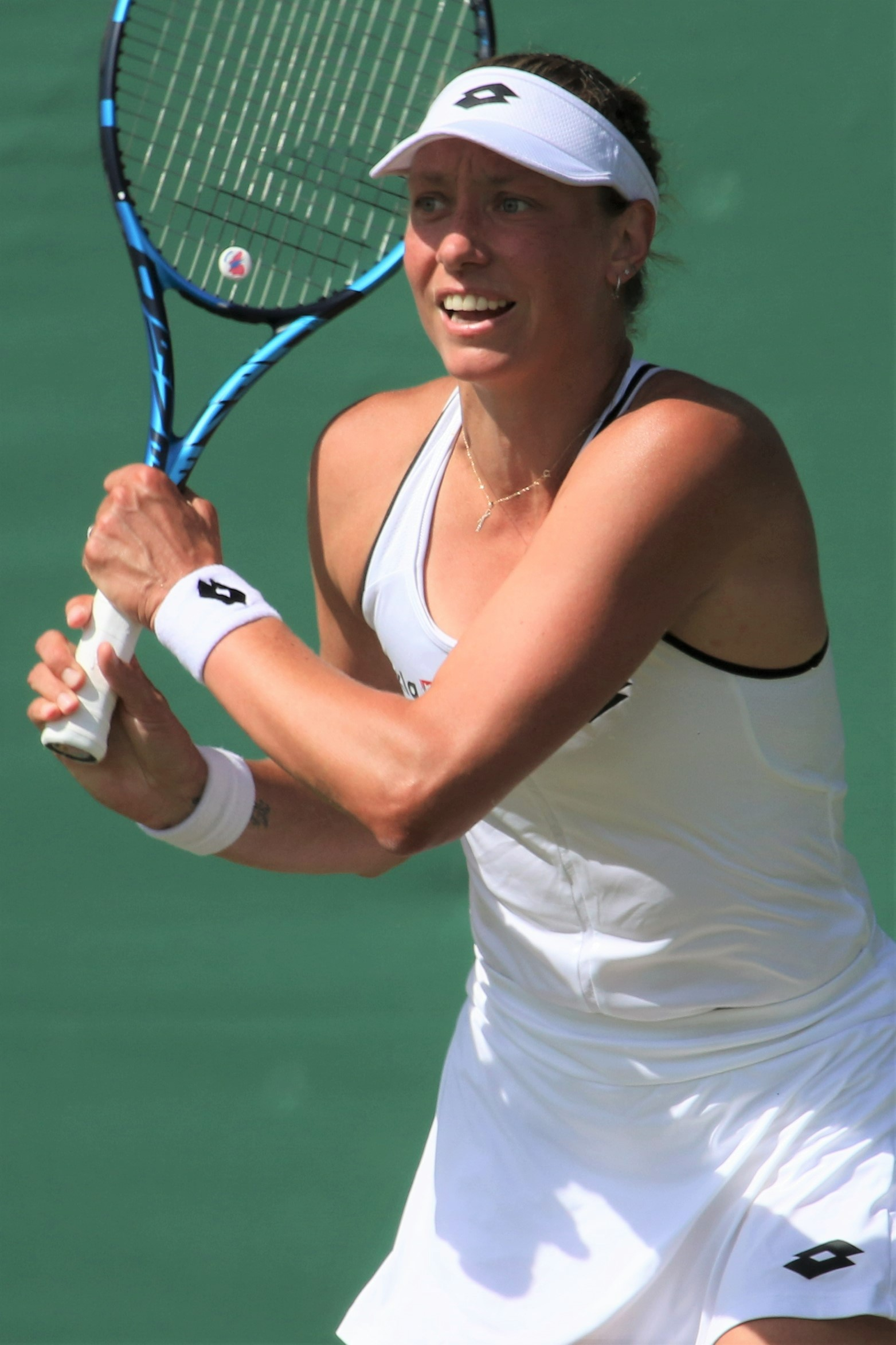
Викмайер на Уимблдоне 2022 года

В 2018 году Викмайер балансировала между первой и второй сотней одиночного и парного рейтингов, а к концу сезона оказалась за пределами топ-100 обоих рейтингов. В марте она выиграл парный титул в младшей серии WTA 125 — на турнире в Индиан-Уэлсе (с Тейлор Таунсенд. Затем там же уже на основном соревновании тура прошла квалификацию на одиночный турнир, где во втором раунде основной сетки проиграла австралийке Дарье Гавриловой. На Открытом чемпионате Франции Янина проиграла в первом раунде Саманте Стосур. На Уимблдонском турнире смогла обыграть Мону Бартель и Андрею Петкович и дошла до третьего круга, в котором проиграла хорватке Донне Векич. Открытый чемпионат США завершился поражением в первом раунде от Петры Квитовой.
За 2019 год Викмайер отметилась двумя парными титулами на 60-тысячниках из цикла ITF. В основном туре она в м марте смогла пробиться через квалификацию на крупный турнир в Майами и вышла там во второй раунд. Из четырёх попыток пробиться через квалификацию на Большой шлем успехом завершилась попытка на Уимблдонском турнире, где уже в основной сетке она вышла во второй раунд. В сентябре в дуэте с Тамарой Зиданшек из Словении удалось выйти в парный финал Премьер-турнира в Чжэнчжоу (первый в карьере такого статуса).
Викмайер пропустила сезон 2021 года в связи с рождением ребёнка и вернулась в спорт уже в 2022 году. Летом она в очередной раз смогла пробиться через квалификацию на Уимблдон и доиграть до второго раунда. В сентябре 2022 года Викмайер сыграла на турнире в Сеуле в паре с Кристиной Младенович и смогла выиграть титул в WTA-туре впервые с 2016 года.
В январе 2023 года 33-летняя Викмайер выиграла первый одиночный трофей с 2018 года — на 40-тысячнике младшего цикла ITF. В начале сезона она также выиграла три парных турнира этого цикла.

## Итоговое место в рейтинге WTA по годам
| Год  | Одиночный рейтинг | Парный рейтинг |
| 2022 | 328               | 154            |
| 2021 | 339               | 310            |
| 2020 | 165               | 99             |
| 2019 | 152               | 94             |
| 2018 | 113               | 142            |
| 2017 | 112               | 142            |
| 2016 | 52                | 139            |
| 2015 | 49                | 902            |
| 2014 | 67                | 207            |
| 2013 | 59                | 122            |
| 2012 | 23                | 1 123          |
| 2011 | 26                | 183            |
| 2010 | 23                | 168            |
| 2009 | 16                | 89             |
| 2008 | 69                | 149            |
| 2007 | 221               | 145            |
| 2006 | 534               | 363            |

## Выступления на турнирах

### Финалы турнировWTAв одиночном разряде (11)

#### Победы (5)
| Легенда: До 2009 года       | Легенда: С 2009 года                       |
| --------------------------- | ------------------------------------------ |
| Турниры Большого шлема (0)* |                                            |
| Олимпиада (0)               |                                            |
| Итоговый турнир WTA (0)     |                                            |
| 1-я категория (0)           | Premier Mandatory / WTA 1000 Mandatory (0) |
| 2-я категория (0)           | Premier 5 / WTA 1000 (0)                   |
| 3-я категория (0)           | Premier / WTA 500 (0)                      |
| 4-я категория (0)           | International / WTA 250 (5+4)              |
| 5-я категория (0)           | International / WTA 250 (5+4)              |

| Титулы по покрытиям | Титулы по месту проведения матчей турнира |
| ------------------- | ----------------------------------------- |
| Хард (4+3)*         | Зал (1+1)                                 |
| Грунт (1+1)         | Зал (1+1)                                 |
| Трава (0)           | Открытый воздух (4+3)                     |
| Ковёр (0)           | Открытый воздух (4+3)                     |

* количество побед в одиночном разряде + количество побед в парном разряде.
| №  | Дата             | Турнир                 | Покрытие   | Соперница в финале | Счёт        |
| 1. | 10 мая 2009      | Оэйраш, Португалия     | Грунт      | Екатерина Макарова | 7-5 6-2     |
| 2. | 18 октября 2009  | Линц, Австрия          | Хард (зал) | Петра Квитова      | 6-3 6-4     |
| 3. | 9 января 2010    | Окленд, Новая Зеландия | Хард       | Флавия Пеннетта    | 6-3 6-2     |
| 4. | 20 сентября 2015 | Токио, Япония          | Хард       | Магда Линетт       | 4-6 6-3 6-3 |
| 5. | 25 июля 2016     | Вашингтон, США         | Хард       | Лорен Дэвис        | 6-4 6-2     |

#### Поражения (6)
| №  | Дата           | Турнир                     | Покрытие | Соперница в финале  | Счёт              |
| 1. | 15 июня 2008   | Бирмингем, Великобритания  | Трава    | Катерина Бондаренко | 6-7(7) 6-3 6-7(4) |
| 2. | 20 июня 2009   | Хертогенбос, Нидерланды    | Трава    | Тамарин Танасугарн  | 3-6 5-7           |
| 3. | 8 января 2011  | Окленд, Новая Зеландия     | Хард     | Грета Арн           | 3-6 3-6           |
| 4. | 14 января 2012 | Хобарт, Австралия          | Хард     | Мона Бартель        | 1-6 2-6           |
| 5. | 17 июня 2012   | Бадгастайн, Австрия        | Грунт    | Ализе Корне         | 5-7 6-7(1)        |
| 6. | 5 января 2013  | Окленд, Новая Зеландия (2) | Хард     | Агнешка Радваньская | 4-6 4-6           |

### Финалы турнировWTA 125иITFв одиночном разряде (26)

#### Победы (15)
| Легенда:                    |
| --------------------------- |
| WTA 125 (3+1)*              |
| 100.000 USD (1+3)           |
| 80.000 (75.000)** USD (0+1) |
| 60.000 (50.000)** USD (3+6) |
| 40.000 USD (1+1)            |
| 25.000 USD (4+4)            |
| 15.000 (10.000)** USD (3+2) |

** призовой фонд до 2017 года
| Титулы по покрытиям | Титулы по месту проведения матчей турнира |
| ------------------- | ----------------------------------------- |
| Хард (8+11)*        | Зал (2+8)                                 |
| Грунт (5+5)         | Зал (2+8)                                 |
| Трава (1+1)         | Открытый воздух (11+10)                   |
| Ковёр (1+1)         | Открытый воздух (11+10)                   |

* количество побед в одиночном разряде + количество побед в парном разряде.
| №   | Дата            | Турнир                   | Покрытие   | Соперница в финале | Счёт                   |
| 1.  | 20 августа 2006 | Коксейде, Бельгия        | Грунт      | Кристина Страйерт  | 6-4 6-1                |
| 2.  | 19 ноября 2006  | Флорианополис, Бразилия  | Грунт      | Эстефания Красьюн  | 6-1 6-0                |
| 3.  | 26 ноября 2006  | Кордова, Аргентина       | Грунт      | Тельяна Перейра    | 6-1 6-7(4) 6-0         |
| 4.  | 29 июля 2007    | Ле-Контамин, Франция     | Хард       | Жюли Куэн          | 6-2 7-6(3)             |
| 5.  | 28 октября 2007 | Хамамацу, Япония         | Ковёр      | Дзюнри Намигата    | 4-6 6-4 6-2            |
| 6.  | 11 ноября 2007  | Тайцзоу, Китай           | Хард       | Хань Синьюнь       | 6-4 6-2                |
| 7.  | 18 ноября 2007  | Куньмин, Китай           | Хард       | Урсула Радваньская | 7-5 6-4                |
| 8.  | 11 мая 2008     | Индиан-Харбор-Бич, США   | Грунт      | Бетани Маттек      | 6-4 7-6(5)             |
| 9.  | 22 февраля 2009 | Сюрпрайз, США            | Хард       | Юлия Вакуленко     | 6-7(0) 6-3 4-3 — отказ |
| 10. | 17 октября 2010 | Торхаут, Бельгия         | Хард (зал) | Симона Халеп       | 6-3 6-2                |
| 11. | 29 ноября 2015  | Карлсбад, США            | Хард       | Николь Гиббс       | 6-3 7-6(4)             |
| 12. | 18 февраля 2018 | Сюрпрайз, США            | Хард       | Ана София Санчес   | 3-6 6-3 6-4            |
| 13. | 15 января 2023  | Таллин, Эстония          | Хард (зал) | Лина Джёрческа     | 6-1 2-0 — отказ        |
| 14. | 14 мая 2023     | Трнава, Словакия         | Грунт      | Грет Миннен        | 6-0 6-3                |
| 15. | 11 июня 2023    | Сербитон, Великобритания | Трава      | Кэти Суон          | 2-6 6-4 7-6(1)         |

#### Поражения (11)
| №   | Дата            | Турнир                   | Покрытие   | Соперница в финале  | Счёт            |
| 1.  | 14 мая 2006     | Эдинбург, Великобритания | Грунт      | Мари Андерссон      | 6-0 1-6 3-6     |
| 2.  | 15 апреля 2007  | Торхаут, Бельгия         | Хард (зал) | Клер Фёэрстен       | 4-6 4-6         |
| 3.  | 4 ноября 2007   | Таоюань, Тайвань         | Хард       | Акико Моригами      | 4-6 6-7(5)      |
| 4.  | 15 марта 2008   | Нью-Дели, Индия          | Хард       | Екатерина Деголевич | 6-2 3-6 2-6     |
| 5.  | 12 апреля 2008  | Монсон, Испания          | Хард       | Петра Квитова       | 6-2 4-6 5-7     |
| 6.  | 1 марта 2009    | Клирвотер, США           | Хард       | Жюли Куэн           | 6-3 1-1 — диск. |
| 7.  | 17 мая 2009     | Сен-Годенс, Франция      | Грунт      | Анастасия Екимова   | 5-7 6-7(0)      |
| 8.  | 10 ноября 2013  | Тайбэй, Тайвань          | Хард (зал) | Алисон ван Эйтванк  | 4-6 2-6         |
| 9.  | 16 февраля 2019 | Шрусбери, Великобритания | Хард (зал) | Виталия Дьяченко    | 7-5 1-6 4-6     |
| 10. | 29 мая 2022     | Нетания, Израиль         | Хард       | Присцилла Хон       | 1-6 3-6         |
| 11. | 26 февраля 2023 | Макон, Франция           | Хард (зал) | Жессика Понше       | 3-6 6-2 4-6     |

### Финалы турнировWTAв парном разряде (6)

#### Победы (4)
| №  | Дата             | Турнир            | Покрытие   | Партнёрша           | Соперницы в финале                  | Счёт       |
| 1. | 20 октября 2013  | Люксембург        | Хард (зал) | Штефани Фогт        | Кристина Барруа Лора Торп           | 7-6(2) 6-4 |
| 2. | 24 июля 2016     | Вашингтон, США    | Хард       | Моника Никулеску    | Сюко Аояма Риса Одзаки              | 6-4 6-3    |
| 3. | 25 сентября 2022 | Сеул, Южная Корея | Хард       | Кристина Младенович | Эйжа Мухаммад Сабрина Сантамария    | 6-3 6-2    |
| 4. | 30 июля 2023     | Варшава, Польша   | Хард       | Хезер Уотсон        | Катажина Питер Вероника Фальковская | 6-4 6-4    |

#### Поражения (2)
| №  | Дата             | Турнир                  | Покрытие | Партнёрша        | Соперницы в финале          | Счёт            |
| 1. | 20 июня 2009     | Хертогенбос, Нидерланды | Трава    | Михаэлла Крайчек | Флавия Пеннетта Сара Эррани | 4-6 7-5 [11-13] |
| 2. | 15 сентября 2019 | Чжэнчжоу, Китай         | Хард     | Тамара Зиданшек  | Николь Мелихар Квета Пешке  | 1-6 6-7(2)      |

### Финалы турнировWTA 125иITFв парном разряде (31)

#### Победы (18)
| №   | Дата            | Турнир                   | Покрытие    | Партнёрша              | Соперницы в финале                    | Счёт           |
| 1.  | 11 ноября 2006  | Итажаи, Бразилия         | Грунт       | Тельяна Перейра        | Моника Коханова Фернанда Эрменежильду | 6-3 6-3        |
| 2.  | 25 ноября 2006  | Кордова, Аргентина       | Грунт       | Тельяна Перейра        | Флоренсия Молинеро Вероника Спигель   | 7-5 6-4        |
| 3.  | 18 мая 2007     | Тируванантапурам, Индия  | Грунт       | Лорен Альбанезе        | Николь Клерико Агнеш Сатмари          | 3-6 7-5 6-0    |
| 4.  | 8 июля 2007     | Штутгарт, Германия       | Грунт       | Екатерина Деголевич    | Кармен Клашка Дарья Юрак              | 6-3 6-2        |
| 5.  | 28 июля 2007    | Ле-Контамин, Франция     | Хард        | Анастасия Павлюченкова | Сандра Заглавова Петра Цетковская     | Без игры       |
| 6.  | 18 ноября 2007  | Куньмин, Китай           | Хард        | Урсула Радваньская     | Сюй Ифань Хань Синьюнь                | 6-4 6-1        |
| 7.  | 5 апреля 2008   | Торхаут, Бельгия         | Хард (зал)  | Анастасия Павлюченкова | Стефани Коэн-Алоро Селима Сфар        | 6-4 4-6 [10-8] |
| 8.  | 10 апреля 2009  | Торхаут, Бельгия         | Хард (зал)  | Михаэлла Крайчек       | Юлия Гёргес Сандра Клеменшиц          | 6-4 6-0        |
| 9.  | 29 октября 2017 | Пуатье, Франция          | Хард (зал)  | Белинда Бенчич         | Михаэла Бузарнеску Никола Гойер       | 7-6(7) 6-3     |
| 10. | 18 февраля 2018 | Сюрпрайз, США            | Хард        | Мисаки Дои             | Жаклин Како Кейтлин Хуриски           | 2-6 6-3 [10-8] |
| 11. | 4 марта 2018    | Индиан-Уэллс, США        | Хард        | Тейлор Таунсенд        | Дженнифер Брейди Ваня Кинг            | 6-4 6-4        |
| 12. | 16 февраля 2019 | Шрусбери, Великобритания | Хард (зал)  | Арина Родионова        | Фрейя Кристи Валерия Савиных          | 6-2 7-5        |
| 13. | 5 мая 2019      | Висбаден, Германия       | Грунт       | Анна Блинкова          | Катинка фон Дайхманн Джейми Форлис    | 6-3 4-6 [10-3] |
| 14. | 5 февраля 2023  | Порту, Португалия        | Хард (зал)  | Селин Неф              | Тара Вюрт Элис Роббе                  | 6-1 6-4        |
| 15. | 19 февраля 2023 | Альтенкирхен, Германия   | Ковёр (зал) | Грет Миннен            | Эли Коллинз Фрея Кристи               | 6-1 6-3        |
| 16. | 5 марта 2023    | Трнава, Словакия         | Хард (зал)  | Грет Миннен            | Радка Зельничкова Сапфо Сакеллариди   | 6-4 6-4        |
| 17. | 2 апреля 2023   | Круасси-Бобур, Франция   | Хард (зал)  | Грет Миннен            | Джоди Бёррэдж Берфу Ченгиз            | 6-4 6-4        |
| 18. | 11 июня 2023    | Сербитон, Великобритания | Трава       | Софи Чанг              | Алисия Барнетт Оливия Николлс         | 6-4 6-1        |

#### Поражения (13)
| №   | Дата            | Турнир                   | Покрытие   | Партнёрша           | Соперницы в финале                  | Счёт              |
| 1.  | 11 августа 2007 | Коимбра, Португалия      | Хард       | Магдалена Кищинска  | Кира Надь Неуза Сильва              | 3-6 6-3 5-7       |
| 2.  | 21 октября 2007 | Макинохара, Япония       | Ковёр      | Лорен Альбанезе     | Айри Нагимото Сакико Симидзу        | 5-7 3-6           |
| 3.  | 22 февраля 2009 | Сюрпрайз, США            | Хард       | Аша Ролле           | Екатерина Иванова Хорхелина Краверо | 1-6 1-6           |
| 4.  | 1 марта 2009    | Клирвотер, США           | Хард       | Мария Елена Камерин | Луция Градецкая Михаэла Паштикова   | диск.             |
| 5.  | 17 октября 2010 | Торхаут, Бельгия         | Хард (зал) | Михаэлла Крайчек    | Тимея Бачински Татьяна Гарбин       | 4-6 2-6           |
| 6.  | 22 апреля 2018  | Чжэнчжоу, Китай          | Хард       | Наоми Броуди        | Ван Яфань Дуань Инъин               | 6-7(5) 3-6        |
| 7.  | 8 июня 2018     | Сербитон, Великобритания | Трава      | Арина Родионова     | Джессика Мур Эллен Перес            | 6-4 5-7 [3-10]    |
| 8.  | 27 января 2019  | Ньюпорт-Бич, США         | Хард       | Тейлор Таунсенд     | Хейли Картер Эна Сибахара           | 3-6 6-7(1)        |
| 9.  | 3 марта 2019    | Индиан-Уэллс, США        | Хард       | Тейлор Таунсенд     | Кристина Плишкова Евгения Родина    | 6-7(7) 4-6        |
| 10. | 9 июня 2019     | Сербитон, Великобритания | Трава      | Хезер Уотсон        | Дженнифер Брэди Кэролайн Доулхайд   | 3-6 4-6           |
| 11. | 9 февраля 2020  | Мидленд, США             | Хард (зал) | Валерия Савиных     | Кэролайн Доулхайд Мария Санчес      | 3-6 4-6           |
| 12. | 6 марта 2022    | Жуэ-ле-Тур, Франция      | Хард (зал) | Мона Бартель        | Эли Коллинз Эмили Эпплтон           | 6-2 4-6 [6-10]    |
| 13. | 23 октября 2022 | Сагеней, Канада          | Хард (зал) | Кэтрин Харрисон     | Оливия Тьяндрамулия Арианн Хартоно  | 7-5 6-7(3) [8-10] |

## История выступлений на турнирах
По состоянию на 20 марта 2023 года
Для того, чтобы предотвратить неразбериху и удваивание счета, информация в этой таблице корректируется только по окончании турнира или по окончании участия там данного игрока.
| Турнир                              | 2008  | 2009          | 2010          | 2011          | 2012  | 2013          | 2014          | 2015          | 2016  | 2017          | 2018          | 2019          | 2020          | 2022          | Итог   | В/П за карьеру |
| ----------------------------------- | ----- | ------------- | ------------- | ------------- | ----- | ------------- | ------------- | ------------- | ----- | ------------- | ------------- | ------------- | ------------- | ------------- | ------ | -------------- |
| Турниры Большого шлема              |       |               |               |               |       |               |               |               |       |               |               |               |               |               |        |                |
| Открытый чемпионат Австралии        | К     | 1Р            | 4Р            | 2Р            | 1Р    | 3Р            | 2Р            | 4Р            | 1Р    | 1Р            | К             | К             | К             | -             | 0 / 9  | 10-9           |
| Открытый чемпионат Франции          | 1Р    | 2Р            | 3Р            | 3Р            | 1Р    | 1Р            | 2Р            | 1Р            | 3Р    | 1Р            | 1Р            | К             | К             | -             | 0 / 11 | 8-11           |
| Уимблдонский турнир                 | 1Р    | 1Р            | 3Р            | 4Р            | 3Р    | 1Р            | 2Р            | 1Р            | 1Р    | 2Р            | 3Р            | 2Р            | НП            | 2Р            | 0 / 13 | 13-13          |
| Открытый чемпионат США              | 1Р    | 1/2           | 4Р            | 2Р            | 2Р    | 1Р            | 1Р            | 2Р            | 1Р    | 2Р            | 1Р            | К             | 1Р            | К             | 0 / 12 | 12-12          |
| Итог                                | 0 / 4 | 0 / 4         | 0 / 4         | 0 / 4         | 0 / 4 | 0 / 4         | 0 / 4         | 0 / 4         | 0 / 4 | 0 / 4         | 0 / 3         | 0 / 1         | 0 / 1         | 0 / 1         | 0 / 45 |                |
| В/П в сезоне                        | 0-3   | 6-4           | 10-4          | 7-4           | 3-4   | 2-4           | 3-4           | 4-4           | 2-4   | 2-4           | 2-3           | 1-1           | 0-1           | 1-1           |        | 43-45          |
| Олимпийские игры                    |       |               |               |               |       |               |               |               |       |               |               |               |               |               |        |                |
| Летняя олимпиада                    | -     | Не проводился | Не проводился | Не проводился | 2Р    | Не проводился | Не проводился | Не проводился | 1Р    | Не проводился | Не проводился | Не проводился | Не проводился | Не проводился | 0 / 2  | 1-2            |
| Итоговые турниры                    |       |               |               |               |       |               |               |               |       |               |               |               |               |               |        |                |
| Турнир чемпионок / Трофей элиты WTA | -     | Группа        | 1/4           | -             | -     | -             | -             | -             | -     | -             | -             | -             | Не проводился | Не проводился | 0 / 2  | 1-1            |

К — проигрыш в квалификационном турнире.